# 12953 Jaapvreeling
12953 Jaapvreeling eller 1264 T-2 är en asteroid i huvudbältet som upptäcktes den 29 september 1973 av den nederländsk-amerikanske astronomen Tom Gehrels och det nederländska astronomparet Ingrid van Houten-Groeneveld och Cornelis Johannes van Houten vid Palomarobservatoriet. Den är uppkallad efter Jaap Vreeling.
Asteroiden har en diameter på ungefär 3 kilometer